# Factor de putere
Factorul de putere al unui sistem de energie electrică de curent alternativ este în electrotehnică  definit ca fiind raportul dintre puterea reală care se scurge spre sarcină și  puterea aparentă din circuit,  și este un număr adimensional  în intervalul închis de la -1 la 1. Un factor de putere mai mic decât 1 înseamnă că curba de tensiune și cea de curent nu sunt în fază (sunt defazate), reducându-se astfel produsul instantaneu al celor două forme de undă (V x I).   Puterea reală este capacitatea circuitului de a efectua lucru (mecanic) într-un anumit timp. Puterea aparentă este produsul dintre curentul și tensiunea electrică a circuitului. Din cauza energiei stocate în sarcină (consumatorul electric) și  revenită la sursă, sau din cauza unei sarcini neliniare, care denaturează forma de undă a curentului absorbit de la sursă, puterea aparentă va fi mai mare decât puterea reală. Un factor negativ   de putere  apare atunci când dispozitivul consumator de energie (care este în mod normal, sarcina) generează putere, care apoi se  scurge în sens invers spre sursă, care este considerat în mod normal generatorul electric.